# Wake Up World
Wake Up World är sångaren Isac Elliots debutalbum. Den gavs ut 2013.

## Låtlista
1. New Way Home
2. First Kiss
3. Let’s Lie
4. Are You Gonna Be My Girl
5. No 1 (feat. Johnel)
6. Party Alarm
7. Sweet Talk
8. Can’t Give Up On Love
9. Paper Plane
10. A.N.G.E.L